# Fed Cup 2012 – zóna Asie a Oceánie
Zóna Asie a Oceánie Fed Cupu 2012 byla jednou ze tří zón soutěže, kterých se účastnily státy ležící v daných regionech, v tomto případě týmy ze států nacházejích se na asijském kontinentu a v Oceánii. Do soutěže této zóny nastoupilo 17 družstev, z toho sedm účastníků hrálo v 1. skupině a deset pak ve 2. skupině. Součástí herního plánu byly také dvě baráže.

## 1. skupina
- Místo konání: Shenzhen Luohu Tennis Centre, Šen-čen, Čínská lidová republika (tvrdý, venku)
- Datum: 1. – 4. února 2012

Sedm týmů bylo rozděleno do dvou bloků A a B, z nichž první měl tři a druhý čtyři účastníky. Vítězové obou bloků se utkaly v zápase o postup do baráže o Světovou skupinu II pro rok 2013. Družstva, která se umístila na posledním místě obou bloků spolu sehrála zápas, z něhož poražený sestoupil do 2. skupiny zóny Asie a Oceánie pro rok 2013. 

### Bloky
|    | Blok A           | CHN | TPE | UZB |
| 1. | Čína (2–0)       |     | 3–0 | 3–0 |
| 2. | Tchaj-wan (1–1)  | 0–3 |     | 3–0 |
| 3. | Uzbekistán (0–2) | 0–3 | 0–3 |     |

|    | Blok B            | KAZ | THA | KOR | INA |
| 1. | Kazachstán (3–0)  |     | 2–1 | 3–0 | 3–0 |
| 2. | Thajsko (2–1)     | 1–2 |     | 3–0 | 3–0 |
| 3. | Jižní Korea (1–2) | 0–3 | 0–3 |     | 2–1 |
| 4. | Indonésie (0–3)   | 0–3 | 0–3 | 1–2 |     |

### Baráž
| Pořadí        | Vítěz       | Výsledek | Poražený    |
| ------------- | ----------- | -------- | ----------- |
| Postup        | Čína        | 2–0      | Kazachstán  |
| 3. – 4. místo | Tchaj-wan   | 2–1      | Thajsko     |
| 5. místo      | Jižní Korea | —        | bez soupeře |
| Sestup        | Uzbekistán  | 3–0      | Indonésie   |

- Čínská lidová republika postoupila do baráže Světové skupiny II, o účast v ní pro rok 2013,
- Indonésie sestoupila do 2. skupiny zóny Asie a Oceánie pro rok 2013.

## 2. skupina
- Místo konání: Shenzhen Luohu Tennis Centre, Šen-čen, Čínská lidová republika (tvrdý, venku)
- Datum: 30. ledna – 4. února 2012

Deset týmů bylo rozděleno do dvou bloků A a B po pěti účastnících. Vítězné týmy obou bloků se utkaly v baráži o postup do 1. skupiny zóny Asie a Oceánie pro rok 2013. Vítěz zápasu si zajistil postup. Zbylé týmy, které se umístily na stejných místech – druhých, třetích, čtvrtých a pátých příčkách bloků, spolu odehrály vzájemné zápasy o konečnou 3. až 10. pozici ve 2. skupině zóny.

### Bloky
|    | Blok A           | HKG | KGZ | SIN | PAK | SRI |
| 1. | Hongkong (4–0)   |     | 2–1 | 3–0 | 3–0 | 3–0 |
| 2. | Kyrgyzstán (3–1) | 1–2 |     | 2–1 | 2–1 | 3–0 |
| 3. | Singapur (1–3)   | 0–3 | 1–2 |     | 1–2 | 2–1 |
| 4. | Pákistán (1–3)   | 0–3 | 1–2 | 2–1 |     | 1–2 |
| 5. | Srí Lanka (1–3)  | 0–3 | 0–3 | 1–2 | 2–1 |     |

|    | Blok B             | IND | PHI | TKM | OMA | IRI |
| 1. | Indie (4–0)        |     | 2–1 | 2–1 | 2–1 | 3–0 |
| 2. | Filipíny (3–1)     | 1–2 |     | 3–0 | 3–0 | 3–0 |
| 3. | Turkmenistán (2–2) | 1–2 | 0–3 |     | 2–1 | 3–0 |
| 4. | Omán (1–3)         | 1–2 | 0–3 | 1–2 |     | 2–1 |
| 5. | Írán (0–4)         | 0–3 | 0–3 | 0–3 | 1–  |     |

### Baráž
| Pořadí         | Vítěz        | Výsledek | Poražený   |
| -------------- | ------------ | -------- | ---------- |
| Postup         | Indie        | 2–1      | Hongkong   |
| 3. – 4. místo  | Filipíny     | 2–1      | Kyrgyzstán |
| 5. – 6. místo  | Turkmenistán | 3–0      | Singapur   |
| 7. – 8. místo  | Omán         | 2–1      | Pákistán   |
| 9. – 10. místo | Srí Lanka    | 3–0      | Írán       |

- Indie postoupila do 1. skupiny zóny Asie a Oceánie pro rok 2013.